# 静町 (郡山市)
静町（しずかまち）は、福島県郡山市に所在する町丁である。郵便番号は963-0203。

## 地理
郡山市役所本庁所管地域である市街中心部に属する。北で鳴神、東で台新、南で大槻町、御前南、西で谷地本町、大槻町（飛地）とそれぞれ隣接する。中心市街地西部に位置し、住居表示が実施されている。国道4号あさか野バイパス西側、静御前通りと福島県道6号郡山湖南線の間に広がる区域を範囲とする。静団地として開発された住宅地が広がり、主に幹線道路に沿い店舗が点在する。開成に所在する郡山警察署開成山交番、および大槻町に所在する郡山消防署針生救急所がそれぞれ管轄にあたる。

## 世帯数と人口
2024年1月1日現在の世帯数と人口は以下の通りである。
| 町丁 | 世帯数    | 人口    |
| ---- | --------- | ------- |
| 静町 | 1,274世帯 | 2,912人 |

## 小・中学校の学区
市立小・中学校に通う場合、学区は以下の通りとなる。
| 番地 | 小学校             | 中学校                 |
| ---- | ------------------ | ---------------------- |
| 全域 | 郡山市立大成小学校 | 郡山市立郡山第七中学校 |

## 交通

### 道路
- 国道4号あさか野バイパス
- 福島県道6号郡山湖南線（安高通り）

## 施設等
- 福島銀行 大槻支店
- 静御前堂